# Aydın Doğan
Aydın Doğan (né le 15 avril 1936 à Gümüşhane) est un homme d'affaires turc et ancien magnat des médias. Il est président honoraire de Doğan Holding.